# Bataille de Sar Weha
Guerre éthio-mahdiste
Batailles
La bataille de Sar Weha a lieu dans l'ouest de l'Empire éthiopien le 18 janvier 1888 entre les troupes de Tekle Haymanot Tessema et celle de Hamdan Abu Anja dans le cadre de la guerre éthio-mahdiste. Les Soudanais vont infliger une défaite aux Éthiopiens et poursuivre lors progression jusqu'à Gondar. Une fois arrivés dans l'ancienne cité impériale, ils saccagent la ville, brûlent 44 églises et réduisent en esclavage des milliers de chrétiens. Cet évènement suscite la réaction de Yohannes IV qui va directement s'impliquer dans le conflit.